# Нечимне (озеро)
Нечи́мне — озеро на півночі Ковельського району Волинської області України. Озеро оспіване в драмі-феєрії Лесі Українки «Лісова пісня». На основі озера діє заказник державного значення Нечимне. Площа 52 га, максимальна глибина до 4 метрів, об'єм води — 780 тис.м³. 

## Фізичні характеристики
Улоговина в озера округлої форми. Береги заболочені, пологі та низькі. Озеро льодовикового походження. Живлення мішане: атмосферними опадами та підземними водами. 
Дно вкрите шаром сапропелю, сильно замулене. 

## Флора і Фауна
В озері водяться карасі, щуки, коропи. Озеро сильно заростає водяною рослинністю. 

## Дивись також
- Нечимне — державний заказник.
- Лісова пісня — драма Лесі Українки.
- Музей-садиба Лесі Українки — музей в селі Колодяжне